# Streatley (Berkshire)
Streatley – wieś i civil parish w Wielkiej Brytanii w Anglii, położona w hrabstwie Berkshire, w dystrykcie (unitary authority) West Berkshire, nad rzeką Tamizą. W 2011 roku civil parish liczyła 1060 mieszkańców.
Streatley jest wspomniana w Domesday Book (1086) jako Estralei. W IX w. w pobliżu dzisiejszego miasteczka Alfred Wielki stoczył bitwę przeciwko Duńczykom. Pierwsza wzmianka o Streatley pochodzi z XI w. W XII w. zbudowany został kościół (przebudowany w XIX w.).